# Forza centrale
In meccanica classica, una forza centrale è una forza diretta lungo la congiungente del punto di applicazione e un punto fisso, detto centro della forza, e tale che in ogni momento il modulo sia funzione esclusivamente del raggio vettore tra il punto di applicazione della forza e il centro.
Per convenzione, il verso della forza si intende verso l'esterno rispetto al centro di forza. Per tale motivo, se la forza è uscente dal centro di forza essa è detta repulsiva, al contrario, se è entrante allora essa è detta attrattiva:
{\displaystyle \mathbf {F} =F(\mathbf {r} )\mathbf {\hat {r}} }
Le forze centrali sono dette a simmetria sferica se il modulo della forza dipende unicamente dalla distanza tra il punto di applicazione e il centro O e non dall'orientazione del raggio vettore che congiunge i due punti:
{\displaystyle \mathbf {F} =F(r)\mathbf {\hat {r}} }
Esempi di forze centrali sono:
- la forza gravitazionale, proporzionale a 1/r2, di verso opposto al vettore posizione (forza attrattiva);
- la forza elettrostatica, proporzionale a 1/r2; il segno delle cariche elettriche interagenti determina se è attrattiva o repulsiva;
- la forza elastica, nel caso di una molla ancorata nell'origine del sistema di riferimento, proporzionale a r, di verso opposto al vettore posizione (forza attrattiva).

## Momento meccanico
In un campo di forze centrali, il momento meccanico rispetto al polo O è ovunque nullo:
{\displaystyle \mathbf {M} =\mathbf {r} \times \mathbf {F} =rF\sin 0=0.}
A causa di ciò si conserva il momento angolare:
{\displaystyle \mathbf {M} ={\frac {\mathrm {d} \mathbf {L} }{\mathrm {d} t}}=0.}
Per un punto materiale il momento angolare è definito come {\displaystyle \mathbf {L} =\mathbf {r} \times m\mathbf {v} }; siccome {\displaystyle \mathbf {L} } è perpendicolare al piano in cui giace la traiettoria (individuato da {\displaystyle \mathbf {r} } e {\displaystyle \mathbf {v} }) ed è costante, segue che l'intera orbita giace su un piano costante, ovvero che il moto avviene su un piano.
Inoltre ciò comporta che la velocità areolare è costante

## Conservatività
Le forze centrali sono anche forze conservative. Questo si può mostrare verificando esplicitamente che il lavoro non dipenda dalla curva su cui è stato calcolato. Consideriamo una forza {\displaystyle \mathbf {F} } centrale e un qualsiasi percorso {\displaystyle \gamma } di estremi A e B. Poiché per ipotesi:
{\displaystyle \mathbf {F} =F(r)\mathbf {\hat {r}} }
dove {\displaystyle \mathbf {\hat {r}} } è il versore relativo al vettore posizione, si ha:
{\displaystyle {\mathcal {L}}_{AB}=\int _{A}^{B}F(r)\mathbf {\hat {r}} \cdot \mathrm {d} \mathbf {s} }
Siccome in coordinate polari il vettore spostamento elementare è {\displaystyle \,\mathop {} \!\mathrm {d} \mathbf {s} =\mathop {} \!\mathrm {d} \mathbf {r} =\mathop {} \!\mathrm {d} r\,\mathbf {\hat {r}} +r\mathop {} \!\mathrm {d} \vartheta \,\mathbf {\hat {\vartheta }} }, abbiamo:
{\displaystyle {\mathcal {L}}_{AB}=\int _{r_{A}}^{r_{B}}F(r)\mathop {} \!\mathrm {d} r}
Quindi il lavoro compiuto dalla forza dipende solo dalle distanze di partenza e di arrivo del punto di applicazione. Se la f è integrabile abbiamo esplicitamente una funzione potenziale ed un'energia potenziale associate. L'energia potenziale è
{\displaystyle U(r)=-\int _{r_{0}}^{r}F(r)\mathop {} \!\mathrm {d} r}
con {\displaystyle r_{0}} posto arbitrariamente uguale a {\displaystyle +\infty } per forze nulle all'infinito.
In quanto conservativi, per i campi a forze centrali vale la seguente relazione: {\displaystyle \mathbf {F} (\mathbf {\hat {r}} )=-\nabla U(\mathbf {\hat {r}} )}. Preso il generico campo di forze centrali 
{\displaystyle \mathbf {F} (r)=-{k \over r^{2}}\mathbf {u} _{r}},
con {\displaystyle \mathbf {u} _{r}}versore  di direzione radiale e {\displaystyle k\in \mathbb {R} }, si definisce la funzione di energia potenziale:
{\displaystyle U(r)=-{k \over r}\qquad r={\sqrt {x^{2}+y^{2}+z^{2}}}}.
Dunque, calcoliamo 
{\displaystyle {\begin{cases}\displaystyle {\partial U \over \partial x}=-k{\partial  \over \partial x}\left({\frac {1}{\sqrt {x^{2}+y^{2}+z^{2}}}}\right)=-k\left[-{\frac {1}{2}}{2x \over {\sqrt[{2}]{(x^{2}+y^{2}+z^{2})^{3}}}}\right]=k{x \over r^{3}}\\\displaystyle {\partial U \over \partial y}=-k{\partial  \over \partial y}\left({\frac {1}{\sqrt {x^{2}+y^{2}+z^{2}}}}\right)=-k\left[-{\frac {1}{2}}{2y \over {\sqrt[{2}]{(x^{2}+y^{2}+z^{2})^{3}}}}\right]=k{y \over r^{3}}\\\displaystyle {\partial U \over \partial z}=-k{\partial  \over \partial z}\left({\frac {1}{\sqrt {x^{2}+y^{2}+z^{2}}}}\right)=-k\left[-{\frac {1}{2}}{2z \over {\sqrt[{2}]{(x^{2}+y^{2}+z^{2})^{3}}}}\right]=k{z \over r^{3}}\\\end{cases}}}
Dal sistema segue che 
{\displaystyle \nabla U(\mathbf {\hat {r}} )=\left(k{x \over r^{3}},k{y \over r^{3}},k{z \over r^{3}}\right)\implies -\nabla U(\mathbf {\hat {r}} )=\left(-k{x \over r^{3}},-k{y \over r^{3}},-k{z \over r^{3}}\right)=-k{x \over r^{3}}{\hat {\imath }}-k{y \over r^{3}}{\hat {\jmath }}-k{z \over r^{3}}{\hat {k}}}
Essendo {\displaystyle \mathbf {\hat {r}} =x{\hat {\imath }}+y{\hat {\jmath }}+z{\hat {k}}}, si ha:
{\displaystyle -\nabla U(\mathbf {r} )=-{k \over r^{2}}\mathbf {u} _{r}}
Si può anche mostrare che una forza centrale è irrotazionale: si può verificare che il rotore di una forza centrale è nullo ovunque (è necessario che f(r) sia una funzione continua e derivabile nel suo dominio di definizione):
{\displaystyle \nabla \times \mathbf {F} ={\begin{vmatrix}\mathbf {e} _{r}&\mathbf {e} _{\theta }&\mathbf {e} _{\phi }\\{\dfrac {\partial }{\partial r}}&{\dfrac {1}{r}}{\dfrac {\partial }{\partial \theta }}&{\dfrac {1}{r\sin \theta }}{\dfrac {\partial }{\partial \phi }}\\F(r)&0&0\end{vmatrix}}=0}
L'irrotazionalità del campo è necessaria per la sua conservatività ma non basta: la funzione deve essere definita su un dominio semplicemente connesso (per esempio le forze gravitazionale e di Coulomb).